# 环丙-2-烯甲酸
环丙-2-烯甲酸是一种出现于一些蘑菇（如亞稀褶黑菇）的真菌毒素。
环丙-2-烯甲酸被食用后可以引起横纹肌溶解症。
环丙-2-烯甲酸对小鼠的口服LD50是2.5 mg/kg，血清中肌酸激酶活动的提升是中毒的迹象。通过烯反应的聚合可以消除这个分子的毒性。
3-(环丙-2-烯-1-酰)𫫇唑烷酮是环丙-2-烯甲酸一类“异常稳定”的衍生物，由Fox等人合成。根据Fox等人，这类“异常稳定”的衍生物在狄尔斯–阿尔德反应裡是亲双烯体。